# Carricini

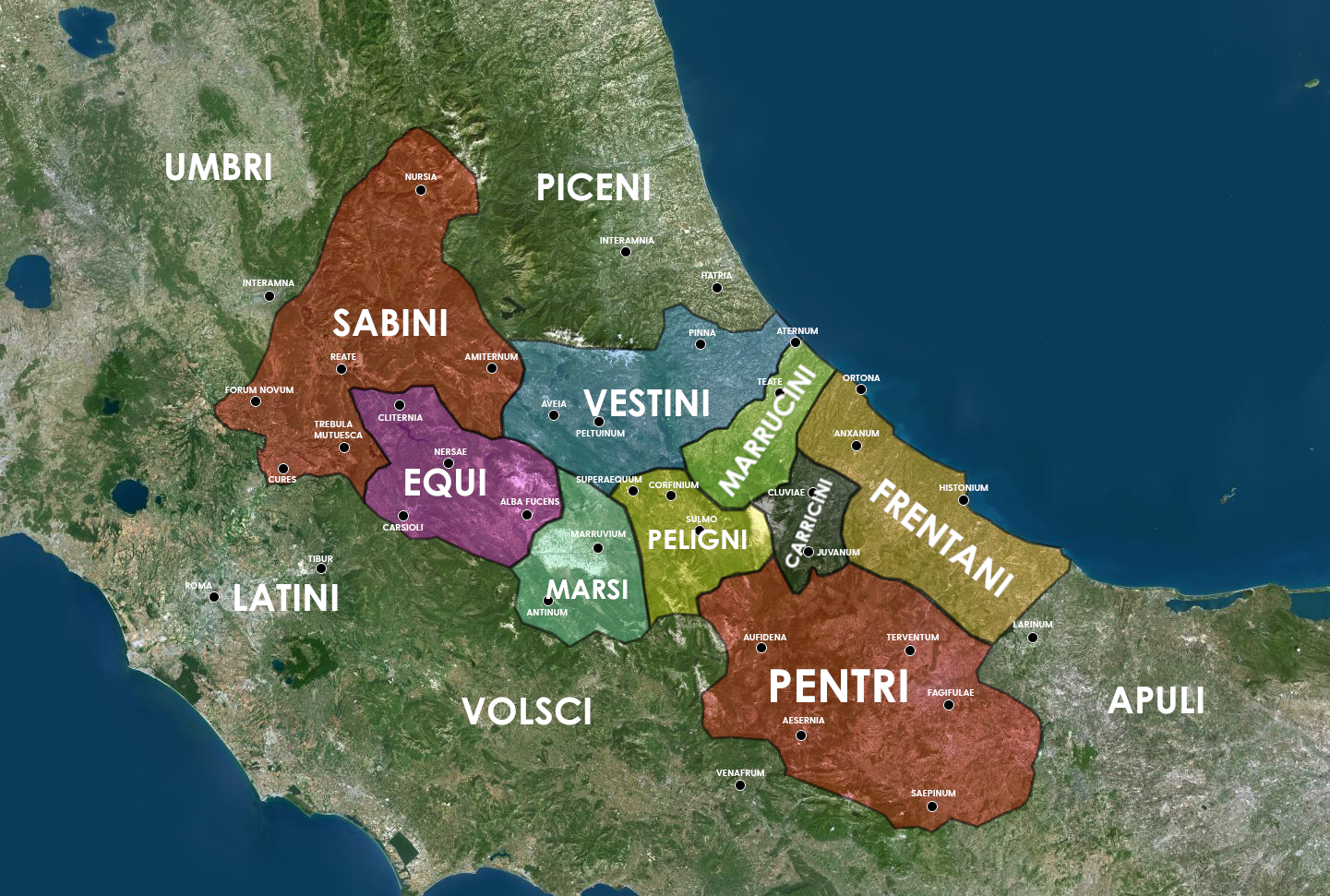
I popoli italici della Regio IV

I Carricini (o Carecini o Caraceni) furono una delle quattro tribù che costituivano il popolo dei Sanniti.

## Storia
Occupavano pressappoco l'area dell'odierno Abruzzo meridionale compresa tra il fiume Sangro e le pendici della Maiella: il loro territorio era delimitato a nord da quello dei Marrucini, a est da quello dei Frentani, a sud da quello dei Sanniti Pentri e a ovest da quello dei Peligni; sembrerebbe inoltre che tra le terre dei Sanniti Carricini e dei Frentani si interponesse a mo' di cuscinetto il piccolo territorio dei Lucanati. Il popolo carricino si divideva in due gruppi: i Carricini supernates, che occupavano la parte meridionale della loro regione ed avevano come centro principale la città di Juvanum (i cui resti sono visibili nel territorio tra i comuni di Montenerodomo e Torricella Peligna), e i Carricini infernates, nella parte settentrionale, il cui centro principale era Cluviae (le cui rovine sono state identificate con quelle rinvenute a Piano Laroma, frazione del comune di Casoli).
Questa piccola comunità faceva parte della lega sannitica, antagonista della Roma dell'età repubblicana, contro la quale partecipò alle guerre sannitiche e poi alla guerra sociale. Il territorio dei Carricini venne occupato dai Romani nel corso della seconda guerra sannitica (nel 310 a.C. circa) ed essi stessi vennero in seguito, a poco a poco, assimilati.